# 萨拉·扬
萨拉·扬（英語：Sarah Young，1981年10月19日—），旧姓泰勒（Taylor），澳大利亚女子曲棍球运动员。她曾代表澳大利亚参加2006年英联邦运动会曲棍球比赛，获得一枚金牌。她也曾参加2008年夏季奥林匹克运动会。